# Портрет Марджори Ферри
«Портрет Марджори Ферри» (фр. Portrait de Marjorie Ferry) — картина польской художницы Тамары Лемпицкой в стиле ар-деко, написанная в Париже в 1932 году.

## Описание
На картине изображена молодая светловолосая женщина, прогуливающаяся по мраморному балкону. Она окутуна белой сатиновой простынёй, на её пальце блестит кольцо. В её внешности выделяются идеально гладкая кожа и ухоженные ногти. Фоном служат архитектурные детали модернистских форм. Образ нежно улыбающийся женщины, соблазнительно смотрящей на зрителя, создаёт атмосферу таинственности. В целом, картина представляет собой сцену из роскошной жизни высшего парижского общества 1930-х годов.

## История
На портрете представлена британская певица кабаре Марджори Ферри, выступавшая в Париже в 1930-х годах. Картина была написана по заказу её мужа в 1932 году в мастерской Лемпицкой на улице Мешен. Она предназначалась в качестве подарка молодой жене. На картине также изображено блестящее крупное кольцо с кабошоном, которое он ей подарил.
Картину прозвали «Моной Лизой в стиле ар-деко», поскольку у Марджори уголки рта и глаз, а также форма глаз и бровей почти полностью совпадают с чертами «Моны Лизы» Леонардо да Винчи, что придаёт портрету певицы похожий эффект загадочной улыбки. Для творчества Лемпицкой характерно сочетание современных ей элементов с классическими. Она писала картины, строго соответствуя образцам эпохи Возрождения и кубизма.

## Провенанс
В феврале 2020 года «Портрет Марджори Ферри» установил рекорд для произведений Лемпицкой, будучи проданным за 16,3 млн фунтов стерлингов (21,2 млн долларов США) на вечерних торгах произведений импрессионистов и современного искусства на аукционе Christie’s в Лондоне. Эта продажа превзошла предыдущий рекорд на работы Лемпицкой, установленный её картиной 1927 года «Розовая туника», которая была продана за 13,4 млн долларов США в 2019 году. «Портрет Марджори Ферри» стал на сегодняшний день самым дорогим произведением искусства, созданным польским художником, будь то мужчиной или женщиной.